# Arthur Roy Brown
Arthur Roy Brown, kanadski častnik, vojaški pilot in letalski as, * 23. december 1893 Carleton Place, Ontario, Kanada, † 9. marec 1944, Stouffville, Ontario, Kanada.
Brown je med prvo svetovno vojno dosegel 13 zračnih zmag; od tega je sestrelil tudi znamenitega Rdečega barona - Manfreda von Richthofna. 

## Odlikovanja
- Distinguished Service Cross (DSC s ploščico)